# ريتشارد د. نورث
ريتشارد د. نورث (بالإنجليزية: Richard D. North)‏ هو مدون وكاتب العمود بريطاني، ولد في 1946.
. كان يعمل في صحيفة الاندبندنت كمراسل بيئي أول (1986-1990) ، ثم عمل ككاتب بيئي لصحيفة صنداي تايمز (1990-1992). كان كتابه «الحياة على كوكب عصري: بيان للتقدم» (مطبعة جامعة مانشستر، 1995)  يُنظر إليه على نطاق واسع على أنه تخلي عن أفكاره الخضراء. وهو يعمل الآن مع مركز أبحاث السوق الحرة، ومعهد الشؤون الاقتصادية (كزميل إعلامي) ومع وحدة الشؤون الاجتماعية المحافظة، حيث يقوم بالتدوين حول الفن والسينما والقضايا الاجتماعية.